# Tegelstrand och Vassviken
Tegelstrand och Vassviken är en av SCB avgränsad och namnsatt småort i Tanums kommun i Bohuslän. Den omfattar bebyggelse i Tegelstrand och Vassviken och österut mot Slottet, belägna söder om Slottsfjorden/Hamburgsund i Svenneby socken.